# Massimo Bruno
Massimo Bruno (Boussu, 17 de septiembre de 1993) es un futbolista belga. Juega de centrocampista y su equipo es el K. V. Kortrijk de la Primera División de Bélgica.

## Trayectoria
Bruno terminó su formación en Royal Charleroi Sporting Club, después de un breve período con RAEC Mons. Hizo su debut profesional el 23 de marzo de 2011, contra el Círculo de Brujas.
En mayo, Bruno firmó un contrato de tres años con el Royal Sporting Club Anderlecht. En su primera temporada con el club no participó, hizo su debut el 12 de agosto de 2012, contra el Círculo de Brujas.
El día 28 saliendo de suplente, dio la asistencia para el gol de la victoria contra AEL Limassol FC que permitió la clasificación del Royal Sporting Club Anderlecht para la Liga de Campeones de la UEFA.
Su primer gol como profesional llegó el 2 de septiembre contra el K. R. C. Genk.
El 12 de junio de 2014 firmó un contrato con el RasenBallsport Leipzig a cambio de unos 3,6 millones y fue cedido al Red Bull Salzburgo.

## Clubes
| Club                         | País     | Año       | Partidos | Goles |
| ---------------------------- | -------- | --------- | -------- | ----- |
| Royal Charleroi S. C.        | Bélgica  | 2010-2011 | 1        | 0     |
| R. S. C. Anderlecht          | Bélgica  | 2011-2014 | 86       | 24    |
| RasenBallsport Leipzig       | Alemania | 2014-2018 | 28       | 3     |
| Red Bull Salzburgo (cesión)  | Austria  | 2014-2015 | 39       | 8     |
| R. S. C. Anderlecht (cesión) | Bélgica  | 2016-2018 | 62       | 8     |
| Royal Charleroi S. C.        | Bélgica  | 2018-2021 | 81       | 11    |
| Bursaspor                    | Turquía  | 2021-2022 | 29       | 6     |
| K. V. Kortrijk               | Bélgica  | 2022-     | 78       | 7     |